# ジョン・マッキー (哲学者)

ジョン・マッキー

ジョン・マッキー（John Leslie Mackie, 1917年8月25日 - 1981年12月12日)とはオーストラリアの哲学者。
メタ倫理学の研究領域において道徳的価値に関する錯誤説を主張したことで知られており、代表作に『倫理学』(Ethics: Inventing Right and Wrong)などがある。

## 経歴
1917年にシドニーでシドニー大学の教授である父親と学校教員の母親との間に生まれ、シドニー大学で哲学者のジョン・アンダーソンの指導を受け、1938年に卒業した後にオックスフォード大学のオリオル・カレッジで1940年まで学んだ。第二次世界大戦では工兵として中東とイタリアで従軍した。1955年から4年間にわたってニュージーランドのオタゴ大学で教鞭をとり、1959年からはシドニー大学で4年間教えた。1963年にイギリスへ渡ることとなり、ヨーク大学で1967年まで哲学の教授として勤務した。オックスフォード大学の研究者として迎えられ、1974年にブリティッシュ・アカデミーの会員となる。1981年にオックスフォードで癌により死去した。

## 業績
- Truth, Probability, and Paradox (1973), Oxford University Press, ISBN 0-19-824402-9.
- The Cement of the Universe: A Study of Causation (1974), Oxford University Press, ISBN 0-19-824642-0.
- Problems from Locke (1976), Oxford University Press, ISBN 0-19-824555-6.
- Ethics: Inventing Right and Wrong (1977), Viking Press, ISBN 0-14-013558-8.
  - J.L.マッキー著、加藤尚武監訳、高知健太郎ほか訳『倫理学　道徳を創造する』晢書房、1990年
- Hume's Moral Theory (1980), Routledge Keegan & Paul, ISBN 0-7100-0525-3.
- The Miracle of Theism: Arguments for and Against the Existence of God (1982), Oxford University Press, ISBN 0-19-824682-X.